# SLU Kunskapsparken
SLU Kunskapsparken är en botanisk trädgård för undervisning och forskning inom byggd miljö vid Sveriges lantbruksuniversitet (SLU) i Uppsala. Parken är en komponerad helhet där landskapsarkitekturens gestaltande sida kan avläsas, med komposition av växter tillsammans med material och möbler organiserade som en serie varierande utomhusrum. Kunskapsparken är en certifierad botanisk trädgård enligt Botanical Gardens Conservation International (BGCI) och certifierat arboretum enligt ArbNet. Anläggningen har sina rötter i universitetets växtsamlingar från 1970-talet och framåt, fick sin nuvarande form 2012 och blev certifierad första gången 2022. Anläggningen är en del av det svenska nätverket för botaniska trädgårdar, SNBG.

## Historia
Kunskapsparken har sitt ursprung i SLU i Uppsalas växtsamlingar som började anläggas på 1970-talet som ett sortiment för utbildning inom landskapsarkitektur. Den äldsta delen, Ullbo trädgårdslund, anlades i sin nuvarande form 1989. Odlingen tillkom omkring år 2000. De nyare delarna Staden och Trädgården anlades 2011-2012 som en del av en större ombyggnad av SLU:s campus Ultuna.

## Beskrivning
Kunskapsparken omfattar en yta på cirka 6 hektar och är indelad i flera områden med olika karaktär:

### Staden
Parkens huvudentré ligger i den sydligaste delen kallad Staden. Här råder en urban karaktär med raka linjer, formklippta häckar och träd på rad som påminner om stadsboulevardér. Området visar hur träd, buskar och perenner kan användas i en grön stadsmiljö.

### Trädgården
Trädgården har en mer hortikulturellt betonad karaktär med öppnare och friare former. Här finns en serie cirkelformade häckrum på olika terrasser, med olika typer av växter anpassade för torra respektive fuktiga miljöer. Området innehåller också tematiska rabatter inspirerade av olika epoker och trädgårdsprofiler.

### Ullbo trädgårdslund
Detta är den äldsta delen av parken, anlagd 1989. Det är en mer naturlik anläggning med växter som trivs i fuktig och skuggig miljö, samlade kring en damm.

### Odlingen
Odlingen fungerar som ett experimentalfält för olika trädgårdsförsök. Här finns bland annat ett rosarium, provytor för olika typer av gräs, ängslika ytor samt fruktträd och bärbuskar.

### Parken
Detta område består av öppna gräsytor omgärdade av träd och buskar. Det finns planer på att i framtiden utveckla denna del med större parkträd och friväxande häckar.

### Västra Kunskapsparken
Detta område har naturliknande planteringar och används för att demonstrera olika marklutningar, vilket är användbart i undervisningen.

## Växtsamlingar
Kunskapsparken hyser över 3000 accessioner (samlade växter) fördelade på ungefär 1500 taxa (arter eller sorter). Samlingarna omfattar träd, buskar, perenner och annueller anpassade för mellansvenskt klimat. Alla växter är noggrant katalogiserade och märkta för undervisnings- och forskningsändamål.

## Användning

### Utbildning
Kunskapsparken används intensivt i undervisningen, främst för studenter vid landskapsarkitekt- och landskapsingenjörsprogrammen. Närmare 500 studenter använder parken regelbundet som en del av sin utbildning. Parken erbjuder praktiska möjligheter att studera växtmaterial, markbeläggningar, murar, trappor och parkutrustning.

### Forskning
Anläggningen är en del av SLU:s forskningsinfrastruktur och har varit involverad i flera forskningsprojekt, bland annat om alternativ till traditionella gräsmattor och hållbar stadsutveckling.

### Rekreation
Förutom sin akademiska funktion är Kunskapsparken öppen för allmänheten och fungerar som en plats för rekreation och inspiration. Den är en populär plats för promenader och avkoppling för både studenter, anställda och besökare.

### Media
- Artikel om SLU Kunskapsparken i tidningen "Sten"
- En videoguidning på YouTube

### SLU Kunskapsparken på andra Webbsidor
- BGCI Garden Search
- The Morton Register of Arboreta
- SLU Kunskapsparken på Linnés Uppsala
- Riksförbundet Svensk Trädgård
- Tripadvisor
- SNBG - Svenska nätverket för botaniska trädgårdar